# トライアングルCプロジェクト
株式会社トライアングルCプロジェクト（とらいあんぐるしーぷろじぇくと、英文社名：Triangle C Project, Inc.）は、日本の芸能プロダクションである。

## 事業内容
- タレント、音楽家、作家、映画・舞台演出家および映像技術者等のマネージメント。
- 映画、テレビ・ラジオ番組、ビデオソフト、出版物、ゲームソフトの企画、制作、購入、販売。
- 上記ソフトの著作権、商標権、意匠権の管理および販売。
- 映画・演劇の企画、製作。
- キャラクター商品の企画、著作権、商標権、意匠権の管理および販売。

## 所属俳優
- 石田えり